# Montgomery Ward
Montgomery Ward is de naam van twee opeenvolgende Amerikaanse detailhandelsbedrijven. Het oorspronkelijke Montgomery Ward & Co. was een postorderbedrijf en later een warenhuisketen die actief was tussen 1872 en 2001. Het huidige Montgomery Ward Inc. is een online winkel en postordercataloguswinkel die enkele jaren na de sluiting van het oorspronkelijke Montgomery Ward werd opgericht.

## Geschiedenis
Aaron Montgomery Ward begon zijn bedrijf in Chicago. Tegenstrijdige berichten plaatsen zijn eerste kantoor in een enkele kamer op North Clark Street 825 of in een loft boven een pensionstal op Kinzie Street, tussen Rush Street en State Street.
In 1883 was de catalogus van het bedrijf gegroeid tot 240 pagina's en 10.000 artikelen. In 1896 kreeg Ward voor het eerst te maken met serieuze concurrentie in de postorderbranche, toen Richard Warren Sears zijn eerste algemene catalogus introduceerde. In 1900 had Ward een totale omzet van $ 8,7 miljoen, vergeleken met $ 10 miljoen voor Sears. Beide bedrijven vochten gedurende een groot deel van de 20e eeuw om de macht. In 1904 was Ward zo uitgebreid dat het drie miljoen catalogi aan klanten verstuurde, met een gewicht van 1,8 kg per stuk.  
In 1908 opende het bedrijf een 116.000 m² groot gebouw dat zich uitstrekt over bijna een kwart mijl van de Chicago River, ten noorden van het centrum van Chicago. Het gebouw, bekend als het Montgomery Ward & Co. Catalog House, diende tot 1974 als hoofdkantoor van het bedrijf. In dat jaar verhuisden de kantoren naar een nieuwe toren aan de overkant van de straat, ontworpen door Minoru Yamasaki. Het Catalog House werd in 1978 uitgeroepen tot een nationaal historisch monument en in mei 2000 tot een historisch monument van Chicago.
In de decennia vóór 1930 bouwde Montgomery Ward een netwerk van grote distributiecentra door het hele land in Baltimore, Fort Worth, Kansas City, Oakland, Portland en St. Paul. In de meeste gevallen waren de gewapend betonnen constructies de grootste industriële constructies in hun omgeving. Het Baltimore Montgomery Ward Warehouse and Retail Store werd in 2000 toegevoegd aan het National Register of Historic Places. 

### Uitbreiding verkooppunten
In 1926 brak het bedrijf met de traditie om uitsluitend via postorder te bestellen en opende het zijn eerste fysieke winkel in Plymouth, Indiana. Het bedrijf bleef zijn catalogusbedrijf runnen, maar voerde eind jaren 1920 een agressieve campagne om verkooppunten te openen. In 1928, twee jaar na de opening van het eerste filiaal, waren er al 244 winkels geopend. In 1929 was het aantal vestigingen meer dan verdubbeld tot 531. De vlaggenschipwinkel was gevestigd in Chicago aan de Michigan Avenue tussen Madison Street en Washington Street.
In 1930 wees het bedrijf een fusievoorstel van de concurrerende keten Sears af. Ward verloor geld tijdens de Grote Depressie en alarmeerde zijn grote investeerders, waaronder J.P. Morgan jr. In 1931 huurde Morgan een nieuwe voorzitter in, Sewell Avery, die het personeelsbestand en de winkels verminderde, de lijnen veranderde, winkelmanagers inhuurde in plaats van catalogusmanagers en winkels opknapte. Deze acties zorgden ervoor dat het bedrijf vóór het einde van de jaren 1930 winstgevend werd.
Ward was zeer succesvol in zijn detailhandel. In honderden kleine steden in het land waren winkels te vinden met de 'groene luifels'. In de grote steden werden grotere winkels gebouwd. Tegen het einde van de jaren dertig was Montgomery Ward de grootste detailhandelaar van het land geworden en werd Sewell Avery de CEO van het bedrijf. 

### Inbeslagname door de overheid
In april 1944, vier maanden na het begin van een landelijke staking van de 12.000 werknemers van het bedrijf, namen Amerikaanse legertroepen de kantoren van het bedrijf in Chicago in. De actie werd bevolen omdat Avery weigerde de staking te beëindigen zoals verzocht door de regering van Roosevelt, die zich zorgen maakte over de negatieve gevolgen voor de levering van goederen in oorlogstijd. 
Avery weigerde gehoor te geven aan een bevel van de War Labor Board om de vakbonden te erkennen en de voorwaarden van een collectieve arbeidsovereenkomst vast te leggen. Acht maanden later, toen Montgomery Ward nog steeds weigerde de vakbonden te erkennen, vaardigde president Roosevelt een uitvoerend bevel uit waarin hij alle eigendommen van Montgomery Ward in het hele land in beslag nam. Hij beriep zich daarbij op de War Labor Disputes Act en op zijn macht als opperbevelhebber volgens de grondwet. In 1945 beëindigde Truman de inbeslagname en het Hooggerechtshof verwierp het hangende beroep als irrelevant. 

### Na de oorlog

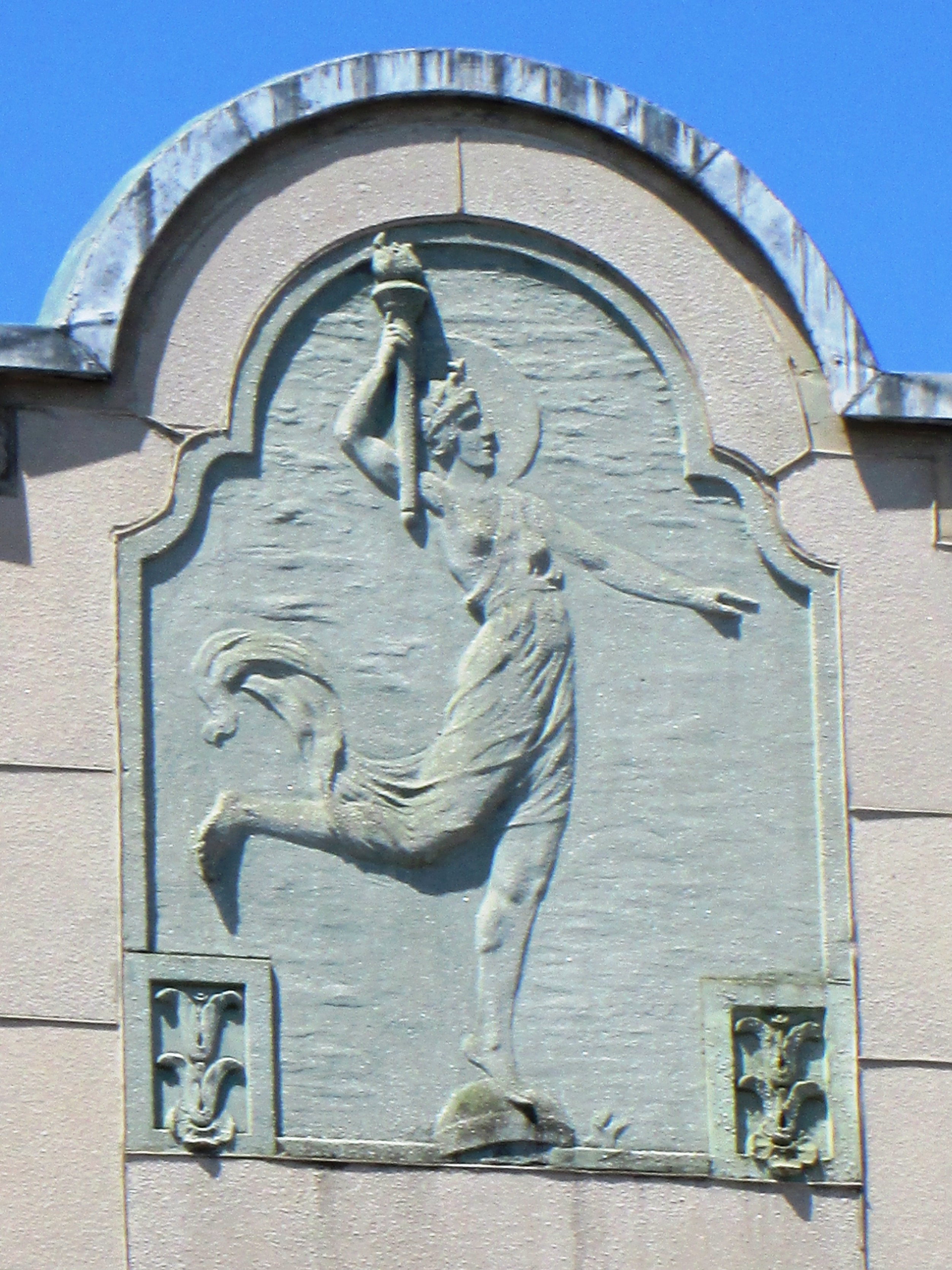
Progress Lighting the Way for Commerce, ontworpen voor Montgomery Ward door beeldhouwer J. Massey Rhind, was als medaillon te zien in veel winkels in Ward. Deze is in Brattleboro, Vermont.

Logo van Montgomery Ward, gebruikt van mei 1968 tot juli 1982.

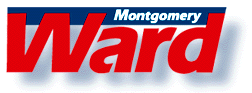
Het logo van Montgomery Ward uit 1995-1997.

Na de Tweede Wereldoorlog vreesde Sewell Avery dat het land terug zou vallen in een recessie of zelfs een depressie. Hij besloot geen nieuwe winkels te openen en stond zelfs geen uitgaven toe voor verf om de bestaande winkels op te frissen. Zijn plan was om winsten opzij te zetten om liquiditeit te behouden voor het geval dat de recessie of depressie die hij verwachtte zou toeslaan, en om vervolgens zijn concurrerende detailhandelsbedrijven op te kopen.
Zonder nieuwe winkels of investeringen in de onderneming daalde de omzet van Montgomery Ward ten opzichte van Sears. Velen geven de conservatieve beslissingen van Avery de schuld, die de economische veranderingen in de naoorlogse jaren niet leek te begrijpen. Toen er na de oorlog nieuwe winkelcentra werden gebouwd, werd gedacht dat Sears betere locaties had dan Ward. Niettemin was Ward nog jarenlang de op twee na grootste warenhuisketen van het land. 
In 1955 voerde investeerder Louis Wolfson een spraakmakende strijd om de controle over de raad van bestuur van Montgomery Ward. Het nieuwe bestuur dwong Avery tot aftreden. Deze strijd leidde tot een uitspraak van een rechtbank in de staat Illinois dat bedrijven in Illinois geen recht hebben op gefaseerde verkiezingen van bestuursleden.  
In 1961 werd Robert Elton Brooker door John Barr, directeur van het bedrijf, aangetrokken om Montgomery Ward als voorzitter te leiden tijdens de herstructurering. Brooker bracht een aantal belangrijke nieuwe managers met zich mee, waaronder Edward Donnell, voormalig manager van de Sears-filialen in Los Angeles.
Het nieuwe managementteam wist de ommekeer te bewerkstelligen door het aantal leveranciers terug te brengen van 15.000 naar 7.000 en het aantal gevoerde merken terug te brengen van 168 naar 16. De huismerken van Ward kregen 95 procent van het volume, vergeleken met 40 procent in 1960.
Deze veranderingen resulteerden in lagere verwerkingskosten en hogere kwaliteitsnormen. De inkoop was gecentraliseerd, maar de winkelactiviteiten waren gedecentraliseerd, onder een nieuw territoriumsysteem dat naar het voorbeeld van Sears was gemodelleerd.
In 1966 werd Ed Donnell benoemd tot president van het bedrijf. Brooker bleef tot 1976 voorzitter en CEO. In 1968 hielp Brooker bij het bewerkstelligen van een vriendschappelijke fusie met Container Corporation of America, waarbij het nieuwe moederbedrijf de naam MARCOR kreeg. 
Ondanks de fusie bleef het bedrijf tot in de jaren 1970 in de problemen. In 1973, het 102e jaar van haar bestaan, kocht het een kleine discountwinkelketen, de in Miami gevestigde Jefferson Stores, en hernoemde deze locaties tot Jefferson Ward. Mobil, dat door de recente stijging van de olieprijzen over veel geld beschikte en op zoek was naar diversificatie, kocht in 1974 een meerderheidsbelang in MARCOR, om het bedrijf in 1976 vervolgens volledig over te nemen.
Het bedrijf was een van de eerste bedrijven op de markt voor thuiscomputers met de CyberVision 2001 in 1978, ontwikkeld door Authorship Resource, Inc. uit Franklin, Ohio en voornamelijk geproduceerd door United Chem-Con. De toenemende concurrentie van andere computerbedrijven en productieproblemen dwongen de drie bedrijven er echter toe om begin jaren 1980 de stekker uit het CyberVision-product te trekken. 
In 1980 realiseerde Mobil zich dat de winkels in Montgomery Ward het slechter deden dan de winkels van Jefferson. Daarom besloot het bedrijf dat hoogwaardige discountwinkels, zoals de Target-winkels van de Dayton Hudson Company, de toekomst zouden zijn.
Binnen 18 maanden vervijfvoudigde het management de omvang van Jefferson Ward tot meer dan 40 vestigingen in de grootstedelijke gebieden Delaware Valley en Richmond. Ook was er een plan om een derde van de bestaande winkels van Montgomery Ward om te bouwen naar het Jefferson Ward-model.
De verantwoordelijkheid voor het onderhouden van de nieuwe winkels kwam te liggen bij het personeel van Jefferson. Zij waren overweldigd door het grotere aantal winkels, hadden geen ervaring met een aantal productlijnen die ze nu verkochten en waren niet bekend met het inkopen voor de noordelijke markten.
Bijna onmiddellijk was Jefferson van een kleine geldmaker veranderd in een grote aderlating voor de winst. In 1985 verkocht het bedrijf de noordelijke divisie van de keten met 18 winkels aan Bradlees, een divisie van Stop & Shop. De overige winkels werden gesloten.
In 1985 stopte het bedrijf na 113 jaar de postorderdivisie en begon een agressief beleid van renovatie van de resterende winkels. Veel winkels in de binnenstad van grotere steden en welvarende buurten werden omgebouwd tot speciaalzaken, die leken op boetiekjes. Deze winkels trokken immers klanten uit de traditionele warenhuizen. In 1986 werd Container Corporation of America, een ander MARCOR-bedrijf, door Mobil verkocht. Hiermee werd de MARCOR-divisie feitelijk ontbonden en werd Montgomery Ward een directe dochteronderneming van Mobil. Analisten zagen de verkoop van CCA als een poging om hun diversificatie-inspanningen terug te draaien. De schulden die waren ontstaan sinds de overname door MARCOR begonnen de oliegigant immers parten te spelen. Velen voorspelden dat Montgomery Ward als volgende verkocht zou worden. Deze theorieën werden in januari 1987 bevestigd, toen Mobil aankondigde dat zij het bedrijf in de nabije toekomst wilden afsplitsen.

In maart 1988 ondernam het management van het bedrijf een succesvolle leveraged buyout met een investering van $ 3,8 miljard dollar, waardoor Montgomery Ward een particuliere onderneming werd.

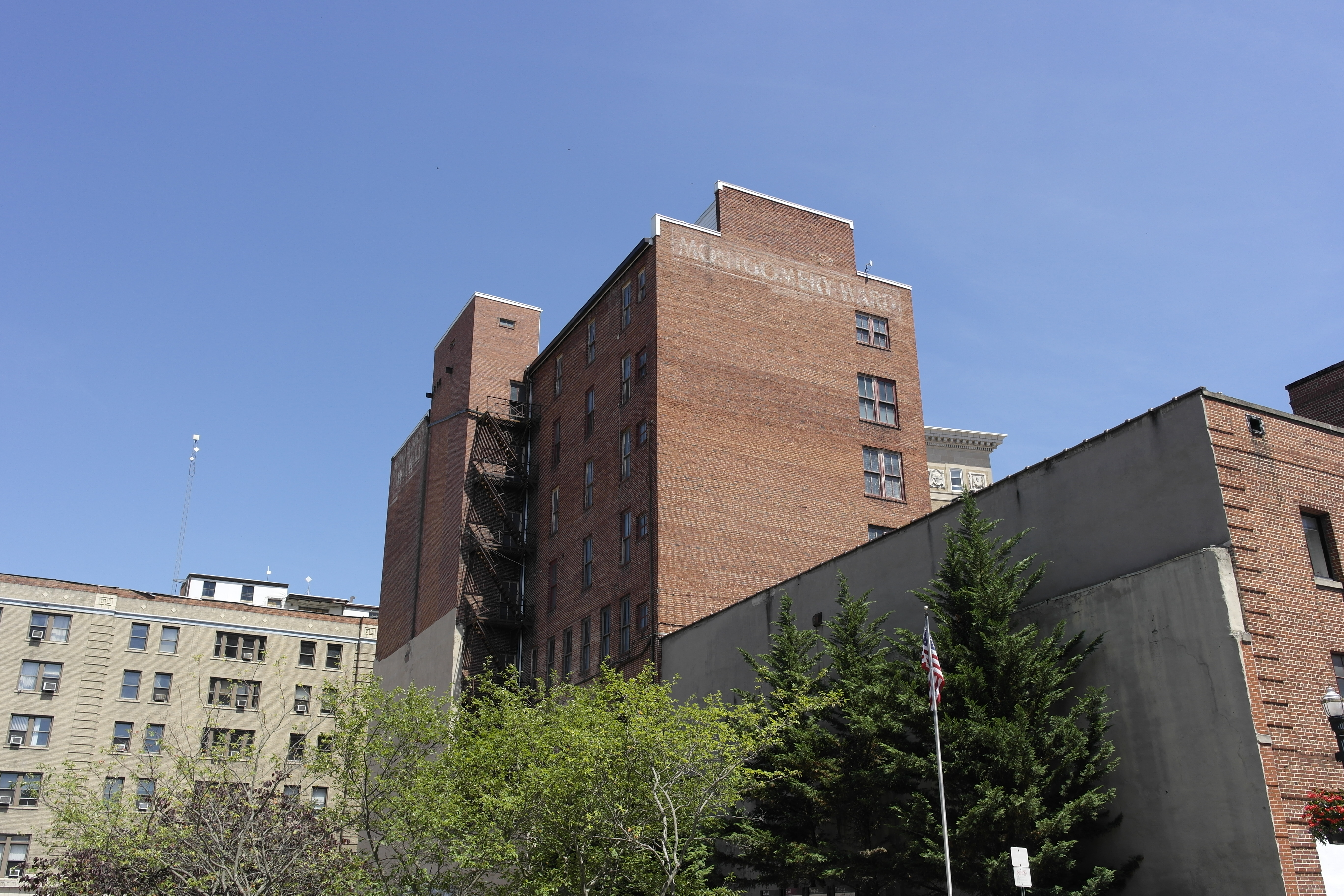
Een Montgomery Ward-gebouw in Bluefield, West Virginia
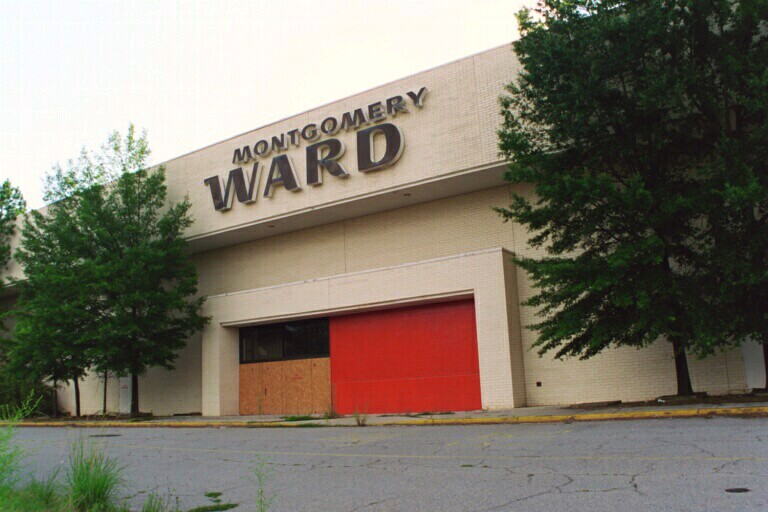
Een leegstaande winkel in Montgomery Ward, Regency Mall, Augusta, Georgia
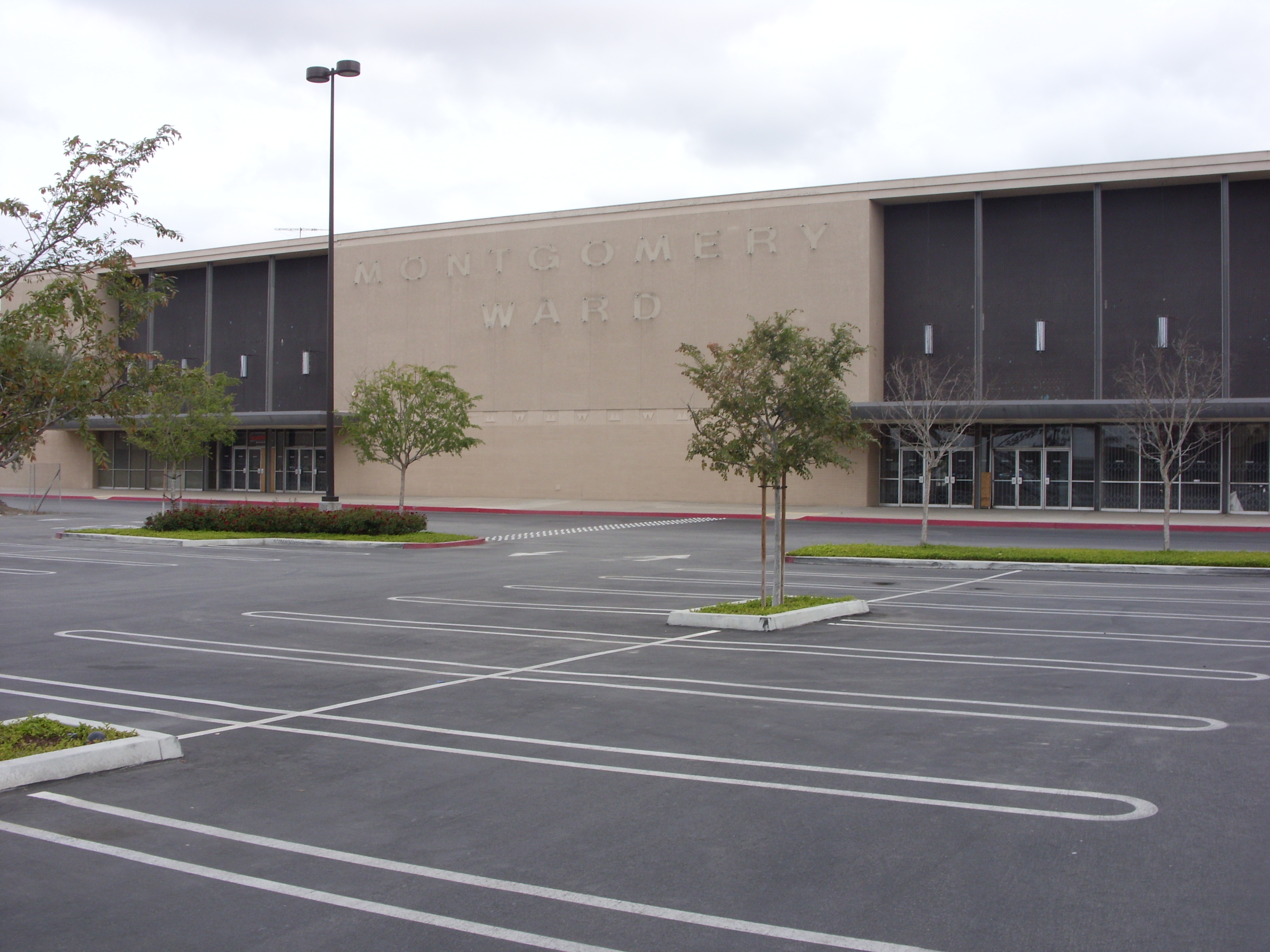
Een voormalige Montgomery Ward-winkel, Huntington Center, Huntington Beach, Californië, gesloopt in 2010
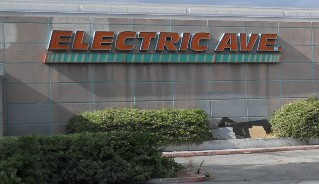
Een "Electric Avenue"-logo op een gesloten winkel in Panorama City, Californië, 2010

### Faillissement, herstructurering en liquidatie

In 1997 werd het logo simpelweg veranderd in "Wards" en bleef in gebruik tot de keten in 2001 failliet ging.

In de jaren 1990 begonnen zelfs de rivalen terrein te verliezen aan de concurrentie met lage prijzen van merken als Target en Walmart, waardoor het traditionele klantenbestand van Montgomery Ward nog verder afnam. In 1997 vroeg het bedrijf uitstel van betaling aan. In augustus 1999 werd het bedrijf beschermd door de Amerikaanse faillissementsrechtbank voor het noordelijke district van Illinois en werd het een volledige dochteronderneming van GE Capital, dat op dat moment de grootste aandeelhouder was.
Als onderdeel van een laatste poging om concurrerend te blijven, sloot het bedrijf meer dan 100 verkooppunten in 30 Amerikaanse staten, liet het de strategie van speciaalzaken varen, veranderde het de naam van de keten in simpelweg Wards en spendeerde het miljoenen dollars aan de renovatie van de resterende verkooppunten, zodat deze opvallender en klantvriendelijker zouden worden. GE Capital kwam terug op beloften van verdere financiële steun voor de herstructureringsplannen van Montgomery Ward. 
Op 28 december 2000, na een lagere omzet dan verwacht tijdens de kerstperiode, kondigde het bedrijf aan dat het zou stoppen met zijn activiteiten, zijn resterende 250 verkooppunten zou sluiten en zijn 37.000 werknemers zou ontslaan. 

## Online retailer
Op het hoogtepunt was de oorspronkelijke Montgomery Ward een van de grootste retailers in de Verenigde Staten. Na de ondergang werden de naam, het bedrijfslogo en de reclame als waardevolle immateriële activa beschouwd, omdat het merk zo bekend was. In 2004 kocht de catalogusverkoper Direct Marketing Services Inc. (DMSI), een direct marketingbedrijf uit Iowa, een groot deel van de intellectuele eigendomsrechten van de voormalige Wards, waaronder de handelsmerken "Montgomery Ward" en "Wards", voor een onbekend bedrag. 
DMSI paste het merk toe op een nieuwe online- en catalogusgebaseerde detailhandelsactiviteit, zonder fysieke winkels, met het hoofdkantoor in Cedar Rapids, Iowa. DMSI begon in juni 2004 onder de merknaam Montgomery Ward en verkocht veel van dezelfde soorten producten als het oorspronkelijke bedrijf. Het nieuwe bedrijf nam de verplichtingen van zijn voorganger, zoals cadeaubonnen en artikelen met levenslange garantie, niet over. David Milgrom, destijds president van het bedrijf in handen van DMSI, vertelde aan de Associated Press: "We zijn het merk aan het herbouwen, en we willen het goed doen." 
Vier jaar later, in juli 2008, maakte DMSI bekend dat het onder de hamer ging en dat de verkoop van zijn activa de maand erna zou plaatsvinden. Op 5 augustus 2008 kocht het postorderbedrijf Swiss Colony DMSI. Swiss Colony, dat op 1 juni 2010 zijn naam veranderde in Colony Brands Inc., hield Montgomery Ward in leven en lanceerde de website van Ward opnieuw op 10 september 2008, waarbij de nieuwe catalogi in februari 2009 werden verzonden. Een maand voor de lancering van de catalogus vertelde de president van Swiss Colony, John Baumann, aan United Press International dat de retailer wellicht ook de originele Montgomery Ward's Signature en Powr-Kraft-huismerken nieuw leven zou inblazen. Onder de nieuwe winkelmerken die Wards onder Colony startte, bevond zich een huis- en keukenmerk genaamd Chef Tested. In 2020 werden sommige huishoudelijke en keukenartikelen van het merk Chef Tested en Montgomery Ward verkocht op Amazon.com.